# Ctenyura intermedia
Ctenyura intermedia är en sjöpungsart som beskrevs av Van Name 1918. Ctenyura intermedia ingår i släktet Ctenyura och familjen lädermantlade sjöpungar. Inga underarter finns listade i Catalogue of Life.